# سیارک ۷۰۲۷
سیارک ۷۰۲۷ (به انگلیسی: 7027 Toshihanda، نامگذاری:1993XT) هفت هزار و بیست و هفتمین سیارک کشف شده‌است که در ۱۱ دسامبر ۱۹۹۳ کشف شد.